# Nannophryne apolobambica
Espèce
Synonymes
- Bufo apolobambicus De la Riva, Ríos & Aparicio, 2005
- Chaunus apolobambicus (De la Riva, Ríos & Aparicio, 2005)

Statut de conservation UICN

 DD  : Données insuffisantes
Nannophryne apolobambica est une espèce d'amphibiens de la famille des Bufonidae.

## Répartition
Cette espèce est endémique de la province de Franz Tamayo dans le département de La Paz en Bolivie. Elle se rencontre à environ 2 820 m d'altitude dans la cordillère Apolobamba.
Sa présence est incertaine au Pérou.

## Étymologie
Cette espèce est nommée en référence au lieu de sa découverte, la cordillère Apolobamba.

## Publication originale
- De la Riva, Ríos & Aparicio, 2005 : A New Species of Bufo (Anura: Bufonidae) from the Andes of Bolivia. Herpetologica, vol. 61, no 3, p. 280-286.